# Emil Farver
Emil Farver (født 1. september 1989) er en dansk professionel fodboldspiller, der spiller for B 93. 

## Karriere

### Boldklubben af 1893 (2016-)
Den 23. december 2015 blev det offentliggjort, at Emil Farver vendte hjem til Boldklubben af 1893, hvor han skrev under på en toårig aftale.